# Schloss Aigen

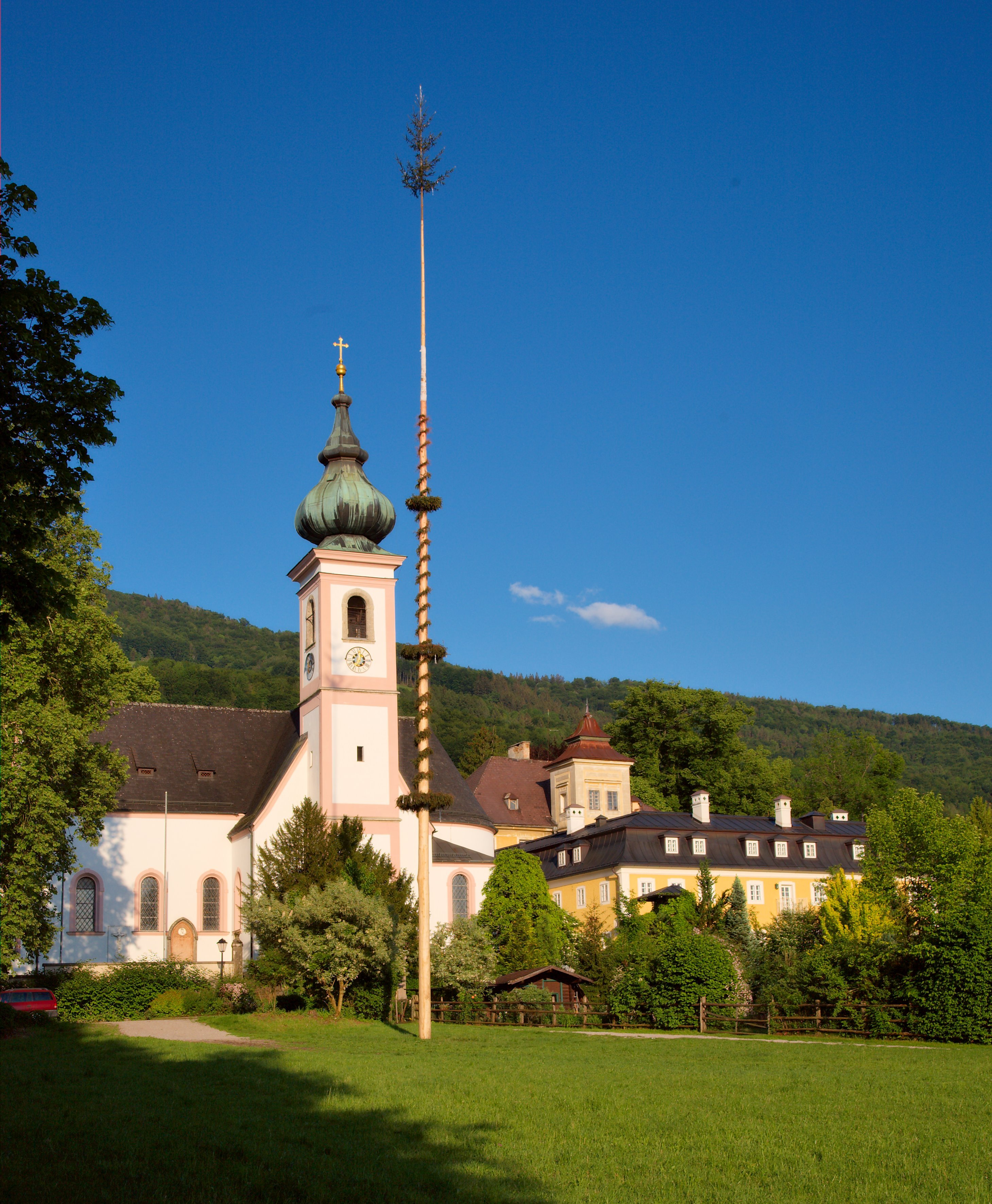
Kirche und Schloss Aigen

Schloss Aigen ist ein alter Adelssitz im Süden der Stadt Salzburg und Namensgeber für den heutigen Stadtteil Salzburg-Aigen. Es befindet sich von Grünland umgeben am Fuß des Gaisbergs. Das Anwesen steht seit 1921 im Besitz der Familie Revertera. Das Schloss selbst ist derzeit unbewohnt und wird gegenwärtig grundlegend renoviert, der Eigentümer bewohnt Teile der gut renovierten Nebengebäude des Schlosses. Ein Nebengebäude im Norden beherbergt das Haubenlokal „Gasthof Schloss Aigen“. Hinter dem Schlossgebäude breitet sich zum Gaisberg hin der Aigner Park mit Wasserfällen und Aussichtskanzeln aus, der von vielen Salzburgern als Naherholungsgebiet und Ausflugsziel genutzt wird. In unmittelbarer Nähe befindet sich heute die „Campinganlage Schloss Aigen“.

## Geschichte

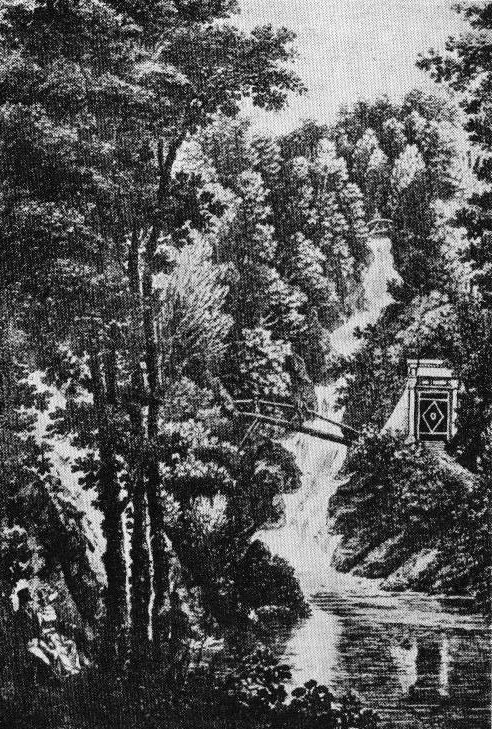
Die „Illuminatenhöhle“ im Aigner Park (Salzburg)

Das Schloss ging aus einem herrschaftlichen Gutshof hervor und wurde erstmals 1402 als „freies Eigen“ im Besitz des Domkapitels erwähnt. Nach mehreren Besitzwechseln erwarb 1614 Levin von Mortaigne (vgl. Schloss Seeburg in Seekirchen) den Gutshof und wandelte ihn in einen adeligen Landsitz um. Das dazugehörige Bad wurde erstmals im 16. Jahrhundert erwähnt und war – wenngleich nicht unumstritten – aufgrund seines Heilwassers bis ins frühe 17. Jahrhundert ebenso bekannt wie das Wildbad Gastein.
Nach dem Tod von Johann Dietrich von Mortaigne fiel Aigen 1647 an die Freiherren von Pranckh. Diese verkauften den Ansitz 1673 an Johann Josef Graf Kuenburg. 1727 ging Schloss Aigen mit dem dazugehörigen Wildbad in den Besitz des kuenbergschen Sekretärs Franz Josef Waldherr über. Dieser ließ den ersten weitläufigen naturnahen Schlosspark im Waldgebiet des Gaisberges anlegen, der von dem nachfolgenden Eigentümer Basil von Amman mit zahlreichen Denkmälern Grotten und anderen Parkbauten ausgestattet, eine Grotte wurde zu einem Treffpunkt für den Illuminatenorden (Illuminatenloge Apollo). Der Salzburger Domherr Willibald Wolfegg ließ diesen Raum 1780 als Englischen Garten weiter vergrößern. Hieronymus Graf Lodron, Erblandmarschall von Salzburg, vor allem aber dessen Besitznachfolger, Domherr Ernst Fürst Schwarzenberg sorgten für die weitere Verschönerung und Vergrößerung der naturnahen romantischen Gartenanlage und dem Ausbau des Heilbades. Im 19. Jahrhundert war das Schloss mit seiner prachtvollen wildromantischen Waldgartenanlage weit über die Grenzen Salzburgs bekannt. Auch der bayerische König Ludwig I. hat den Garten in einem Gedicht besungen.
Seit 1921 befindet sich das Schloss im Erbweg im Besitz der aus Oberösterreich stammenden Familie Revertera; Peter Graf Revertera hatte durch die Heirat mit Ida zu Schwarzenberg den Besitz erhalten. 1939 diente das Schloss dem Reichsarbeitsdienst, bevor es ab 1941 als Schulungsstätte des Deutschen Roten Kreuzes genutzt wurde. Nach Ende des Zweiten Weltkriegs waren bis 1948 die Halleiner Schulschwestern in dem Anwesen untergebracht. Danach wurden die Räume vermietet; der letzte Mieter verstarb 2007, danach stand das Schloss mit Ausnahme eines Nebengebäudes, das von der Familie Revertera-Salandra bewohnt wurde, gut 10 Jahre leer. 2017 wurde mit umfassenden Renovierungsarbeiten begonnen, die vom Bundesdenkmalamt unterstützt werden. Nunmehr dient auch das Schloss wieder als Wohnsitz.

## Beschreibung

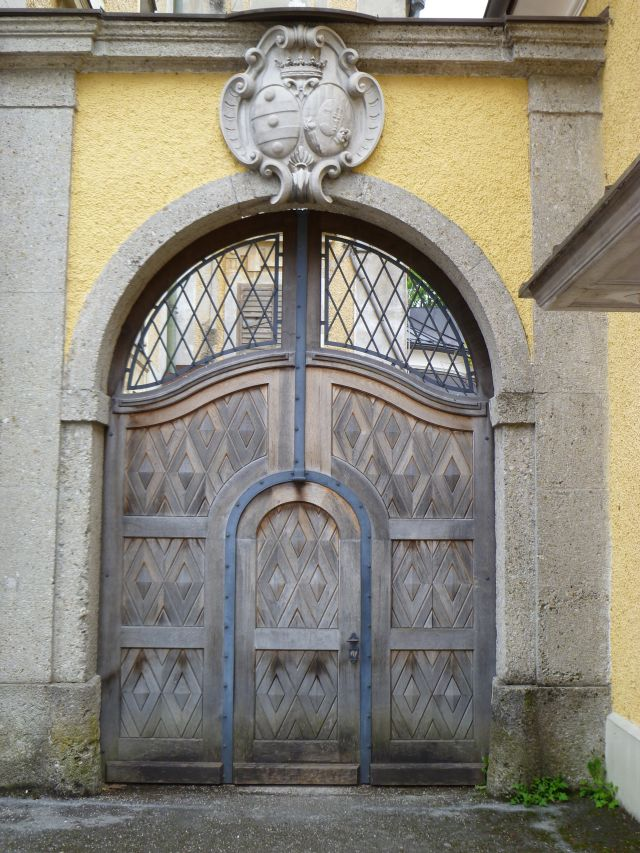
Allianzwappen der Grafen Revertera und der Fürsten Schwarzenberg oberhalb des Eingangstores

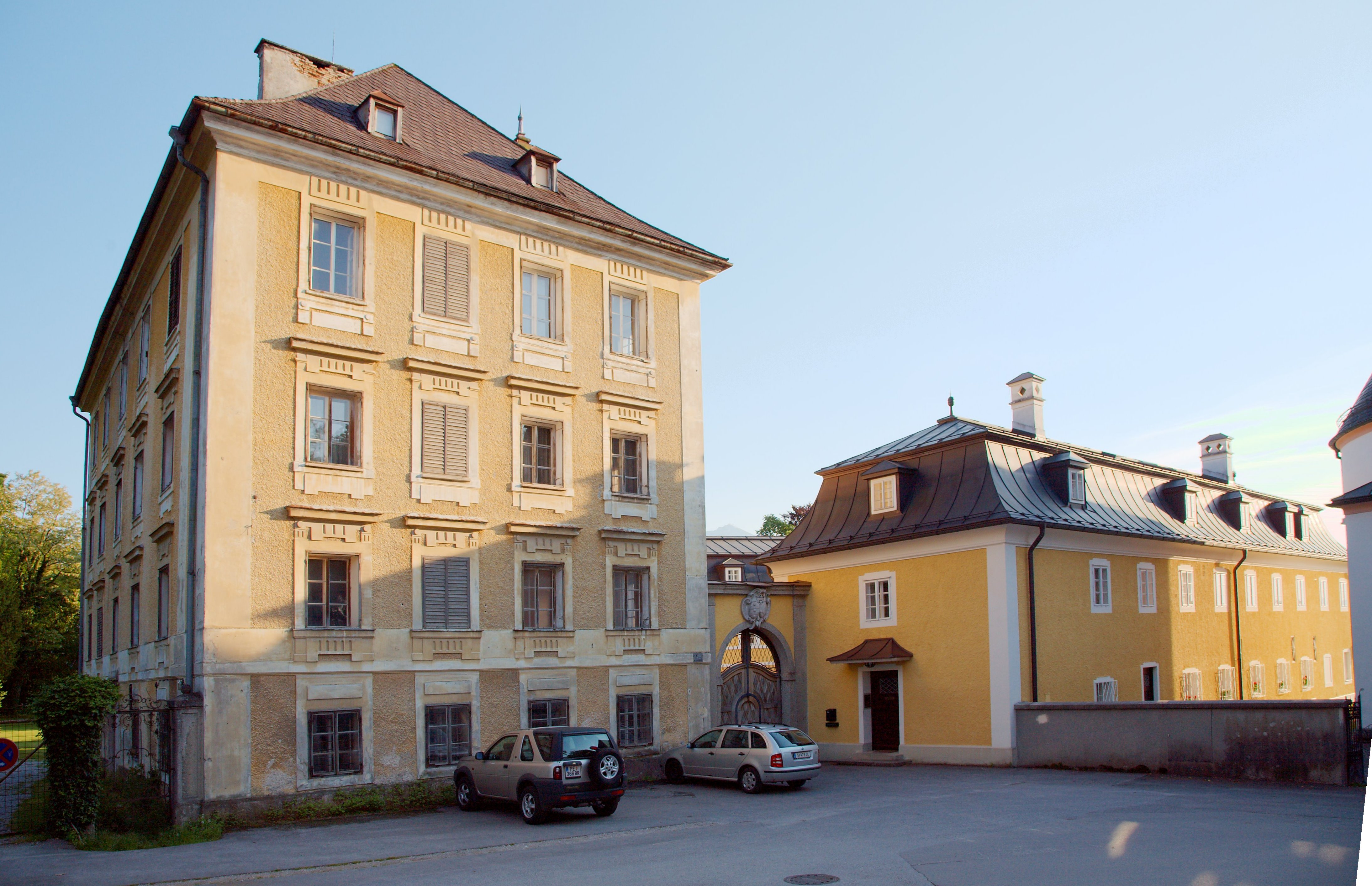
Schloss (rechts) und Wohnbau

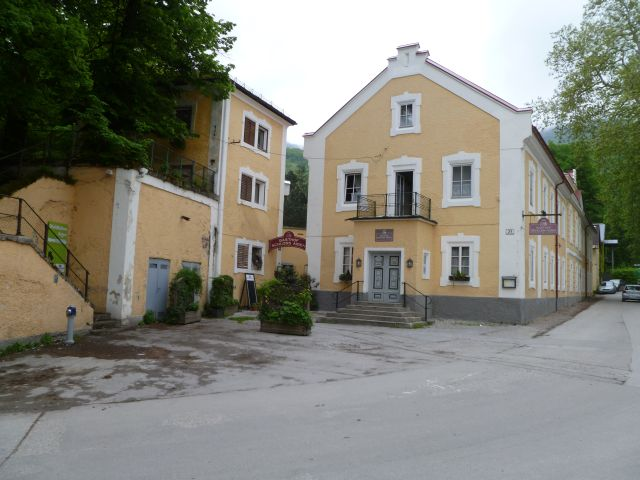
Schlossschänke von Schloss Aigen

Die Zufahrt zum Schlossplatz flankieren zwei gemauerte Pfeiler, auf denen klassizistische Steinurnen aus dem 18. Jahrhundert stehen. Das Schloss selbst ist ein rechteckiger, viergeschoßiger Bau mit einer, mit Lisenen eingefassten Biedermeier-Fassade und einem hohen Walmdach. Der Westfront im Hof ist ein fünfgeschoßiger Turm angebaut. Umschlossen wird das Schloss trapezförmig um einen Innenhof von drei niedrigen, einst als Wirtschaftsgebäude angelegten Wohnbauten.
Am nördlichen Rundbogentor findet sich seit 1921 das marmorne Wappen der Grafen Revertera und der Fürsten Schwarzenberg. Am nördlichen Wirtschaftsgebäude sind vier Marmorplatten mit ehemaligen Grabsteinen des einstigen Friedhofes mit Totenköpfen mit je vier Fledermausflügeln aus dem 17. Jahrhundert eingemauert. Südlich des Hauptgebäudes wurde 1920 ein Anbau errichtet, in dessen ovaler Halle die im 17. Jahrhundert aus Carrara-Marmor angefertigte Büste des Kardinals Ippolito Aldobrandini, dem späteren Papst Clemens VIII. steht. Das Schlossgebäude macht heute einen heruntergekommenen Eindruck.
Die ehemaligen Wirtschaftsgebäude nördlich des Ansitzes stammen in der heutigen Bausubstanz großteils aus der zweiten Hälfte des 19. Jahrhunderts. In ihnen befindet sich der Gasthof Schloss Aigen. Dieser wurde immer wieder saniert, sodass er in einem passablen Zustand blieb. Früher fanden Theateraufführungen im Gastgarten statt, an deren Wiederaufnahme ist (2018) nicht gedacht.